# Alternative Tentacles
Alternative Tentacles — инди-лейбл из Сан-Франциско (Калифорния, США), основанный в 1979 году участниками панк-группы «Dead Kennedys» Джелло Биафрой и Истом Беем Реем (East Bay Ray). Целью создания был выпуск дебютного сингла Dead Kennedys «California Über Alles». Специализируется на направлениях панк-рок, инди-рок, spoken word. В 1980-х годах управление лейблом полностью перешло к Джелло Биафре.
В начале существования Alternative Tentacles выпускали альбомы (позже переизданные другими лейблами) наиболее оригинальных групп альтернативной и панк-музыки: The Dicks, Black Flag, 7 Seconds, Butthole Surfers. На сборнике «Let Them Eat Jellybeans!» была представлена американская панк-музыка того времени. Кроме музыки, на Alternative Tentacles выходят альбомы левой направленности в жанре spoken word, в том числе самого Джелло Биафры.
Обложки сотен альбомов, каталогов, постеров и маек для Alternative Tentacles разработал Уинстон Смит (Winston Smith).
В октябре 2002 года лейбл переехал в калифорнийский город Эмервилль (Emeryville).

## Артисты, выпускающиеся на лейбле
- Мумия Абу-Джамал
- Akimbo
- Alice Donut
- Amebix
- BlöödHag
- Blowfly
- Brujeria
- Brutal Juice
- Burning Image
- Butthole Surfers
- The Causey Way
- Ноам Хомский
- Уард Черчилль
- Comets On Fire
- Creeps On Candy
- Crucifucks
- Dead Kennedys
- The Dicks
- D.O.A.
- Dot Wiggin Band
- The Evaporators
- eX-GIRL
- Face Puller
- F-Minus
- Джед Фэйр
- The False Prophets
- The Flaming Stars
- Fleshies
- Half Japanese
- I Object
- Knights of the New Crusade
- Lard
- Leftöver Crack
- Life After Life
- Los Olvidados
- Ludicra
- Nardwuar the Human Serviette
- Neurosis
- No Means No
- No WTO Combo
- Pansy Division
- Part Time Christians
- Pilot Scott Tracy
- Report Suspicious Activity
- Slim Cessna's Auto Club
- SNFU
- The Phantom Limbs
- Toxic Reasons
- Tribe 8
- Turn Me On Dead Man
- Уэсли Уиллис
- The Yuppie Pricks
- Howard Zinn
- Zolar X